# Полк, Антуанетта Ван Лир
Антуанетта Ван Лир Полк (англ. Antoinette Van Leer Polk; 1847—1919) — американская южная красавица позолоченного века, аристократка, французская светская львица.

## Биография
Родилась 27 октября 1847 года в Нэшвилле, штат Теннесси.

### Семья
Её отец — полковник Эндрю Джексон Полк (Andrew Jackson Polk), был плантатором, служившим в армии Конфедеративных Штатов; её мать — Ребекка Ван Лир (Rebecca Van Leer), была наследницей богатого состояния Cumberland Furnace. Антуанетта росла в особняке на плантации Ashwood Hall в местечке Ашвуд округа Мори, штат Теннесси, вместе со своими родителями и братом Ванлиром Полком.
Двоюродный дед Антуанетты по отцовской линии — Джеймс Полк, был 11-м президентом Соединенных Штатов; её дядя — Леонидас Полк, был генералом армии Конфедератов во время Гражданской войны в США, затем стал епископом в диоцезе Луизиана.

### Личная жизнь
Во время Гражданской войны в США, находясь в гостях у Мэри Брэнч (Mary Polk Branch), жены полковника Конфедерации Лоуренса Брэнча, Антуанетта увидела войска северян на пути в Эшвуд. Девушка села на лошадь и поскакала в Эшвуд, прибыв туда раньше противника, и предупредила солдат Конфедерации об опасности. За этот подвиг она стала называться «Южной героиней» («Southern heroine»).
По окончании Гражданской войны Антуанетта вместе с матерью, братьями и сестрами переехала в Италию, где их семья подружилась с королем Италии Умберто I.
 В Италии Антуанетта увлеклась охотой на лис в Римской Кампаньи, став победительницей одного из соревнований среди сорока всадниц. Она также участвовала в охоте на лис в английской сельской местности. В этом виде охоты также участвовала, находясь в Англии.

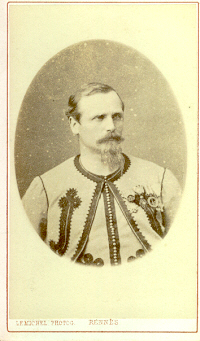
Athanase-Charles-Marie Charette de la Contrie

В Италии Антуанетта Полк познакомилась со своим будущим мужем — генералом, бароном Athanase-Charles-Marie Charette de la Contrie, в то время главнокомандующим папских зуавов, который был внуком Карла X, последнего короля Франции. Они поженились в Риме 1 декабря 1877 года и жили в Париже и в Château de la Basse-Mothe в Бугне близ Нанта. Раненый и больной отец Антуанетты жил с ними, пока не умер в Швейцарии. Дочь унаследовала от него плантации в Теннесси.

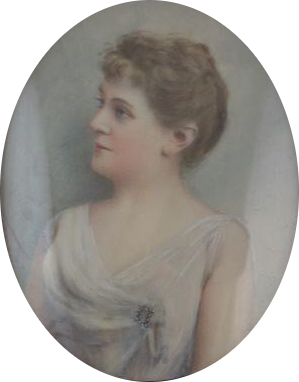
Портрет работы Кэтрин Бехенны

У супругов Пара был сын — Антуан де Шарет (Antoine de Charette), который был помолвлен с Глэдис Спенсер-Черчилль, герцогиней Мальборо, но женился на Сьюзен Хеннинг (Susan Henning) из штата Кентукки, дочери Джеймса Хеннинга (James W. Henning), маклера на Нью-Йоркской фондовой бирже. Пышная свадьба состоялась в соборе Святого Патрика в Нью-Йорке.
Умерла Антуанетта Ван Лир Полк 3 февраля 1919 года в Бугне.
Шотландской художницей Кэтрин Бехенной был выполнен миниатюрный портрет Антуанетты для нью-йоркского коллекционера произведений искусства Питера Мари. В 1905 году миниатюра была приобретена Нью-Йоркским историческим обществом. Эта работа была выставлена вместе с другими экспонатами Позолоченного века на специальной выставке коллекции Питера Мари, организованной Нью-Йоркским историческом обществом, проведённой в период с 11 ноября 2011 года по 9 сентября 2012 года.